# St. Martin (Filzingen)

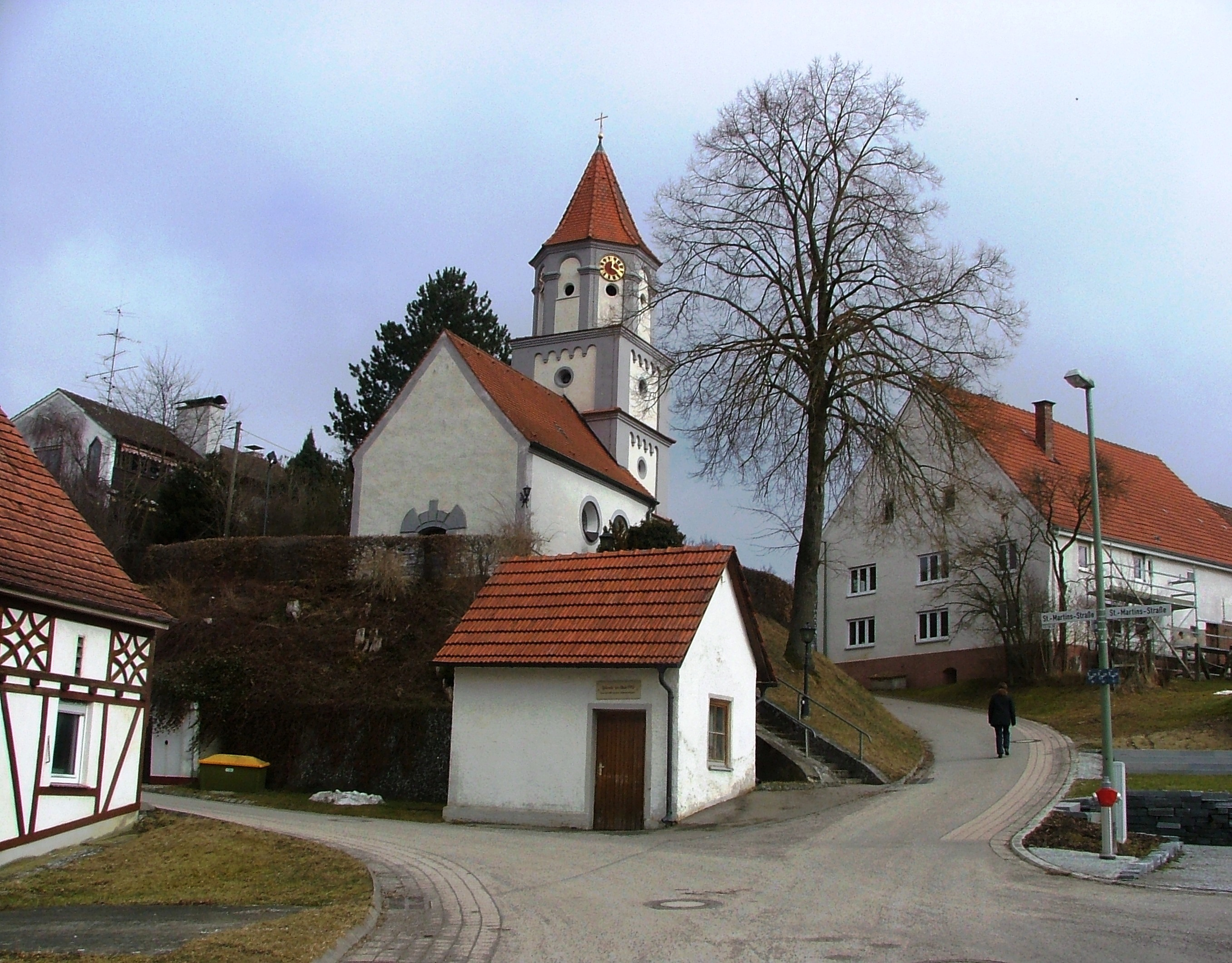
St. Martin in Filzingen

Die römisch-katholische Filialkirche St. Martin steht in Filzingen, einem Gemeindeteil von Altenstadt im schwäbischen Landkreis Neu-Ulm von Bayern. Das Bauwerk ist in der Liste der Baudenkmäler in Altenstadt als Baudenkmal unter der Nr. D-7-75-111-22 eingetragen.

## Beschreibung
Die im Kern um 1200 errichtete romanische Saalkirche besteht aus einem Langhaus und einem Chorturm im Osten, der 1594 um zwei quadratische und einem achteckigen Geschoss aufgestockt und mit einem Zeltdach bedeckt wurde. Der Innenraum des Chors, d. h. das Erdgeschoss des Chorturms, ist quer mit einem Tonnengewölbe überspannt, der des Langhauses erhielt 1957 eine Holzbalkendecke. Die Wandmalereien wurden 1594 von Caspar Sichelbein dem Älteren ausgeführt. Zur Kirchenausstattung gehört ein im dritten Viertel des 17. Jahrhunderts gebauter Hochaltar, der von den Statuen des  Evangelisten Johannes und der Margareta von Antiochia flankiert wird.